# Éliminatoires du Championnat d'Europe de football 2000, groupe 6
Cet article donne le calendrier, les résultats des matches ainsi que le classement du groupe 6 des éliminatoires de l'Euro 2000.

## Classement
| Rang | Équipe      | Pts | J | G | N | P | Bp | Bc | Diff |  | Résultats (▼ dom., ► ext.) |     |     |     |     |     |
| ---- | ----------- | --- | - | - | - | - | -- | -- | ---- |  | -------------------------- | --- | --- | --- | --- | --- |
| 1    | Espagne     | 21  | 8 | 7 | 0 | 1 | 42 | 5  | +37  |  | Espagne                    |     | 3-0 | 9-0 | 8-0 | 9-0 |
| 2    | Israël      | 13  | 8 | 4 | 1 | 3 | 25 | 9  | +16  |  | Israël                     | 1-2 |     | 5-0 | 3-0 | 8-0 |
| 3    | Autriche    | 13  | 8 | 4 | 1 | 3 | 19 | 20 | -1   |  | Autriche                   | 1-3 | 1-1 |     | 3-1 | 7-0 |
| 4    | Chypre      | 12  | 8 | 4 | 0 | 4 | 12 | 21 | -9   |  | Chypre                     | 3-2 | 3-2 | 0-3 |     | 4-0 |
| 5    | Saint-Marin | 0   | 8 | 0 | 0 | 8 | 1  | 44 | -43  |  | Saint-Marin                | 0-6 | 0-5 | 1-4 | 0-1 |     |

## Résultats et calendrier
| 5 septembre 1998 | Autriche    | 1 - 1 | Israël           | Stade Ernst-Happel, Vienne                    |                                               |
|                  | Reinmayr 7e |       | 68e (pen.) Nimni | Spectateurs : 20 000 Arbitrage : Anders Frisk | Spectateurs : 20 000 Arbitrage : Anders Frisk |

| 5 septembre 1998 | Chypre                                    | 3 - 2 | Espagne                  | Stade Antonis-Papadopoulos, Larnaca              |                                                  |
|                  | Engomítis 43e · Gogić 49e · Špoljarić 77e |       | 73e Raúl · 90e Morientes | Spectateurs : 1 876 Arbitrage : Sergei Khusainov | Spectateurs : 1 876 Arbitrage : Sergei Khusainov |

| 10 octobre 1998 | Chypre | 0 - 3 | Autriche                     | Stade Antonis-Papadopoulos, Larnaca           |                                               |
|                 |        |       | 55e 61e Cerny · 74e Reinmayr | Spectateurs : 5 679 Arbitrage : Fernand Meese | Spectateurs : 5 679 Arbitrage : Fernand Meese |

| 10 octobre 1998 | Saint-Marin | 0 - 5 | Israël                                                                             | Stade olympique, Serravalle                |                                            |
|                 |             |       | 16e Revivo · 18e Nimni · 32e Mizrahi · 58e (csc) Valentini (en) · 82e Ghrayib (en) | Spectateurs : 872 Arbitrage : Asim Khudiev | Spectateurs : 872 Arbitrage : Asim Khudiev |

| 14 octobre 1998 | Israël    | 1 - 2 | Espagne                     | Stade Ramat Gan, Ramat Gan                     |                                                |
|                 | Hazan 64e |       | 65e Hierro · 78e Etxeberria | Spectateurs : 37 000 Arbitrage : David Elleray | Spectateurs : 37 000 Arbitrage : David Elleray |

| 14 octobre 1998 | Saint-Marin      | 1 - 4 | Autriche                                           | Stade olympique, Serravalle                    |                                                |
|                 | Selva 81e (pen.) |       | 58e Vastić · 64e Mayrleb · 69e Hiden · 76e Glieder | Spectateurs : 1 218 Arbitrage : Valeriy Onufer | Spectateurs : 1 218 Arbitrage : Valeriy Onufer |

| 18 novembre 1998 | Saint-Marin | 0 - 1 | Chypre        | Stade olympique, Serravalle                  |                                              |
|                  |             |       | 40e Špoljarić | Spectateurs : 510 Arbitrage : John McDermott | Spectateurs : 510 Arbitrage : John McDermott |

| 10 février 1999 | Chypre                                                           | 4 - 0 | Saint-Marin | Stade Tsírio, Limassol                      |                                             |
|                 | Melanarkitis (en) 18e · Konstantínou 32e 45e · Christodoúlou 90e |       |             | Spectateurs : 4 000 Arbitrage : Roland Beck | Spectateurs : 4 000 Arbitrage : Roland Beck |

| 27 mars 1999 | Espagne                                                                              | 9 - 0 | Autriche | Stade de Mestalla, Valence                        |                                                   |
|              | Raúl 6e 17e 47e 75e · Urzáiz 30e 44e · Hierro 35e (pen.) · Wetl 76e (csc) · Fran 84e |       |          | Spectateurs : 35 500 Arbitrage : Gilles Veissière | Spectateurs : 35 500 Arbitrage : Gilles Veissière |

| 28 mars 1999 | Israël                      | 3 - 0 | Chypre | Stade Ramat Gan, Ramat Gan                   |                                              |
|              | Banin 11e · Mizrahi 48e 53e |       |        | Spectateurs : 35 000 Arbitrage : Marcel Lică | Spectateurs : 35 000 Arbitrage : Marcel Lică |

| 31 mars 1999 | Saint-Marin | 0 - 6 | Espagne                                                   | Stade olympique, Serravalle                 |                                             |
|              |             |       | 20e Fran · 45e 59e 66e Raúl · 49e Urzáiz · 72e Etxeberria | Spectateurs : 2 020 Arbitrage : Goran Marić | Spectateurs : 2 020 Arbitrage : Goran Marić |

| 28 avril 1999 | Autriche                                                                  | 7 - 0 | Saint-Marin | Stade Arnold Schwarzenegger, Graz               |                                                 |
|               | Mayrleb 24e 53e · Vastić 42e 44e 84e · Amerhauser 71e · Herzog 82e (pen.) |       |             | Spectateurs : 15 400 Arbitrage : Kýros Vassáras | Spectateurs : 15 400 Arbitrage : Kýros Vassáras |

| 5 juin 1999 | Espagne | 9 - 0 | Saint-Marin | El Madrigal, Vila-real                        |                                               |
|             | Hierro 8e (pen.) · Luis Enrique 22e 68e 70e · Etxeberria 25e 45e · Raúl 56e · Gennari 87e (csc) · Mendieta 89e |       |             | Spectateurs : 16 150 Arbitrage : Gerard Perry | Spectateurs : 16 150 Arbitrage : Gerard Perry |

| 6 juin 1999 | Israël                                                         | 5 - 0 | Autriche | Stade Ramat Gan, Ramat Gan                    |                                               |
|             | Berkovic 26e 47e · Revivo 46e · Mizrahi 53e · Ghrayib (en) 75e |       |          | Spectateurs : 42 000 Arbitrage : Ľuboš Micheľ | Spectateurs : 42 000 Arbitrage : Ľuboš Micheľ |

| 4 septembre 1999 | Autriche         | 1 - 3 | Espagne                                         | Stade Ernst-Happel, Vienne                     |                                                |
|                  | Hierro 49e (csc) |       | 22e (pen.) Raúl · 56e Hierro · 88e Luis Enrique | Spectateurs : 27 000 Arbitrage : Michel Piraux | Spectateurs : 27 000 Arbitrage : Michel Piraux |

| 5 septembre 1999 | Chypre                                   | 3 - 2 | Israël                        | Stade Tsírio, Limassol                         |                                                |
|                  | Engomítis 27e · Špoljarić 53e 86e (pen.) |       | 31e Badir (en) · 82e Benayoun | Spectateurs : 12 000 Arbitrage : Graham Barber | Spectateurs : 12 000 Arbitrage : Graham Barber |

| 8 septembre 1999 | Israël                                                                                     | 8 - 0 | Saint-Marin | Stade Ramat Gan, Ramat Gan                     |                                                |
|                  | Benayoun 25e 46e 70e · Mizrahi 38e · Revivo 40e 68e · Sivilia (en) 84e · Abukasis (en) 89e |       |             | Spectateurs : 25 078 Arbitrage : Ilhami Kaplan | Spectateurs : 25 078 Arbitrage : Ilhami Kaplan |

| 8 septembre 1999 | Espagne                                                            | 8 - 0 | Chypre | Stade Nuevo Vivero (en), Badajoz                     |                                                      |
|                  | Urzáiz 20e 25e 38e · Guerrero 33e 42e 56e · César 82e · Hierro 88e |       |        | Spectateurs : 13 700 Arbitrage : Alfredo Trentalange | Spectateurs : 13 700 Arbitrage : Alfredo Trentalange |

| 9 octobre 1999 | Autriche                             | 3 - 1 | Chypre    | Stade Ernst-Happel, Vienne                     |                                                |
|                | Glieder 5e · Vastić 23e · Herzog 81e |       | 63e Kósta | Spectateurs : 10 100 Arbitrage : Livio Bazzoli | Spectateurs : 10 100 Arbitrage : Livio Bazzoli |

| 10 octobre 1999 | Espagne                              | 3 - 0 | Israël | Stade Carlos-Belmonte, Albacete               |                                               |
|                 | Morientes 30e · César 37e · Raúl 51e |       |        | Spectateurs : 16 100 Arbitrage : Hellmut Krug | Spectateurs : 16 100 Arbitrage : Hellmut Krug |